# Хотел „Палас” Бања Лука
Хотел Палас је хотел који се налази у Бањој Луци на надреси краља Петра I Карађорђевића 60. Саграђен је на месту некадашње Шехове џамије 1933. године као вакуфско власништво Исламске заједнице у Босни и Херцеговини. Данас је у власништву предузећа Zepter International.

## Изградња
На месту данашњег хотела „Палас“ некада је била Шехова џамија, позната и као Сијамска џамија, подигнута 1580. године. Налазила се у Доњем Шехеру, односно данашњем центру Бањалуке. Грађена је од ћерпича и са дрвеном мунаром, као и многе бањалучке џамије тог времена. Пошто је џамија срушена 1931. године, на њеном месту је подигнут задужбински хотел „Палас“. Као спомен на Шехову џамију, на врху хотела Палас Вакуф подигнут је минарет. Хотел је изграђен 1933. године, у време мандата првог бана Врбаске бановине Светислава Тисе Милосављевића.
Посетиоцима су на располагању били кафић, пивница, ресторан, две засебне сале, биоскоп са преко 400 покретних седишта, 60 спаваћих соба, лифт, јавно купатило, тераса за сунчање и гаража. Мало је позната чињеница да је Палас постао званични хотел у „зиму”, када није било туриста. Службеници су изнајмљивали собе по веома повољним ценама.
Комисију за изградњу хотела Палас чинили су хфз. Идриз Скопљак, Садик еф. Џумхур, Мустафа Мујезиновић, хфз. Идриз Каденић, стоје: Асим Мемић, Ћејван Сарижић, Наим Џинић и дизајнер Дионис Сунко.
Први власник хотела био је меџлис Исламске заједнице Бањалука. На фасадама је сачувана декорација слободног криволинијског орнамента сецесије са елементима који подсећају на оријенталну арабеску. Пројектант хотела био је Дионис Сунко, архитекта из Загреба. За изградњу је утрошено 15 милиона динара, за шта је 1931. подигнут кредит. Када је после Другог светског рата хотел постао јавна својина, меџлис је наставио да отплаћује кредит и вратио га у целости 1950. године, а пратећа документа се налазе у вакуфској архиви.[3]
Током земљотреса 1969. године хотел је тешко оштећен. Једна од најинтригантнијих анегдота из ере земљотреса везана је за хотелску собу која је преживела катастрофу. Хотел је тешко оштећен у земљотресу, све собе осим једне су срушене - соба број 113. Кључ од ове собе Јосипу Брозу Титу за успомену дали су официри ЈНА, приликом његове посете порушеној Бањалуци.
Године 1985. почело је дограђивање хотела. На 6.300 квадратних метара корисног простора планирано је постављање диско бара са 250 места, ТВ салона за први и други програм са по 40 места, бифеа, такође са 40 места, и два салона са 110 места. У приземљу нове зграде требало је да буду смештени скоро сви остали угоститељски објекти. Кафе са летњом баштом, ресторан са 420 места, зимска башта, снек бар са летњом баштом, експрес-грил, два кафе бара, кафе и посластичарница, национални ресторан са 110 места, аперитив бар и банкет сала. Поред тога, ту су и простори за продавнице и штампу, цвећара, сувенирница, мушки и женски фризерски салони, два бутика и туристичка агенција. Тадашњим пројектом је било предвиђено да нови „Палас” уместо 180 има око 600 кревета. Иако је планом било предвиђено примање првих посетилаца почетком 1987. године, то се није догодило. Изградња није завршена ни у наредних неколико година, а сви планови су прекинути када је почео Рат у Босни и Херцеговини. После рата „Палас“ је приватизован и купила га је компанија Zepter International.
Пројекат обнове и изградње хотела представљен је 2007. године, а према информацијама из 2012. године, наставак су ометали нерешени имовинско-правни односи око две парцеле на којима се објекат налази. Изградња осмоспратнице у центру Бањалуке раније је процењена на око 40 милиона евра. Пројектом је предвиђено реновирање око 20.000 квадратних метара простора (собе, пословни простори, конгресне сале, базен и спа центар). Хотел је 2011. године добио решење Републичке управе за геодетске и имовинско-правне послове Републике Српске у којем је наведено да је земљиште испод објекта власништво хотела Палас. Међутим, меџлис Исламске заједнице Бања Лука је на то решење уложио жалбу Окружном суду, тврдећи да је решење Републичке управе за геодетске и имовинско-правне послове Републике Српске незаконито. Поступак је завршен 2017. године. Уставни суд Босне и Херцеговине у Великом вијећу, решавајући апелацију меџлиса Исламске заједнице Бања Лука, на седници одржаној 19. априла 2017. године, донео је одлуку о допустивости и меритуму.
Данас, поред смештајних капацитета, хотел „Палас” има и кафић, ресторан, продавнице у приземљу, биоскоп, дечију играоницу и друге пратеће садржаје. Зграда хотела је заштићени споменик градитељског наслеђа прве категорије.